# Parramos
Parramos är en kommunhuvudort i Guatemala.   Den ligger i departementet Departamento de Chimaltenango, i den sydvästra delen av landet, 30 km väster om huvudstaden Guatemala City. Parramos ligger 1 768 meter över havet och antalet invånare är 9 613.
Terrängen runt Parramos är kuperad söderut, men norrut är den platt. Runt Parramos är det tätbefolkat, med 591 invånare per kvadratkilometer. Närmaste större samhälle är Chimaltenango, 6,2 km norr om Parramos. I omgivningarna runt Parramos växer huvudsakligen savannskog.